# فهرست بازیکنان تیم ملی فوتبال زنان ژاپن
این فهرست مربوط به بازیکنان تیم ملی فوتبال زنان ژاپن است.
| نام به فارسی       | نام به انگلیسی      | تعداد بازی ملی | تعداد گل ملی | اولین بازی ملی  | آخرین بازی ملی  |
| سائوری تاکارادا    | Saori Takarada      | ۳              | ۰            | ۲۰۱۹ ژوئن ۱۰    | ۲۰۱۹ ژوئن ۲۵    |
| هینا سوگیتا        | Hina Sugita         | ۱۱             | ۰            | ۲۰۱۸ اوت ۰۲     | ۲۰۱۹ ژوئن ۲۵    |
| نارومی میورا       | Narumi Miura        | ۱۳             | ۰            | ۲۰۱۸ ژوئن ۱۰    | ۲۰۱۹ ژوئن ۲۵    |
| ریسا شیمیزو        | Risa Shimizu        | ۲۸             | ۰            | ۲۰۱۸ فوریه ۲۸   | ۲۰۱۹ ژوئن ۲۵    |
| نانا ایچیسه        | Nana Ichise         | ۱۹             | ۰            | ۲۰۱۷ آوریل ۰۹   | ۲۰۱۹ ژوئن ۲۵    |
| یوکا مومیکی        | Yuka Momiki         | ۲۶             | ۸            | ۲۰۱۷ مارس ۰۱    | ۲۰۱۹ ژوئن ۲۵    |
| یوی هاسه‌گاوا       | Yui Hasegawa        | ۳۹             | ۷            | ۲۰۱۷ مارس ۰۱    | ۲۰۱۹ ژوئن ۲۵    |
| آیاکا یاماشیتا     | Ayaka Yamashita     | ۳۱             | ۰            | ۲۰۱۵ اوت ۰۴     | ۲۰۱۹ ژوئن ۲۵    |
| امی ناکاجیما       | Emi Nakajima        | ۷۴             | ۱۴           | ۲۰۱۱ مه ۱۴      | ۲۰۱۹ ژوئن ۲۵    |
| مانا ایوابوچی      | Mana Iwabuchi       | ۶۵             | ۲۱           | ۲۰۱۰ فوریه ۰۶   | ۲۰۱۹ ژوئن ۲۵    |
| یوکا سوگاساوا      | Yuika Sugasawa      | ۶۷             | ۱۹           | ۲۰۱۰ ژانویه ۱۳  | ۲۰۱۹ ژوئن ۲۵    |
| آیا سامشیما        | Aya Sameshima       | ۱۱۳            | ۵            | ۲۰۰۸ مارس ۱۰    | ۲۰۱۹ ژوئن ۲۵    |
| ساکی کوماگای       | Saki Kumagai        | ۱۰۸            | ۰            | ۲۰۰۸ مارس ۰۷    | ۲۰۱۹ ژوئن ۲۵    |
| ریکاکو کوبایاشی    | Rikako Kobayashi    | ۷              | ۲            | ۲۰۱۹ فوریه ۲۷   | ۲۰۱۹ ژوئن ۱۹    |
| جون اندو           | Jun Endo            | ۸              | ۰            | ۲۰۱۹ فوریه ۲۷   | ۲۰۱۹ ژوئن ۱۹    |
| کومی یوکویاما      | Kumi Yokoyama       | ۴۳             | ۱۷           | ۲۰۱۵ مارس ۰۶    | ۲۰۱۹ ژوئن ۱۹    |
| موکا مینامی        | Moeka Minami        | ۶              | ۰            | ۲۰۱۹ مارس ۰۲    | ۲۰۱۹ ژوئن ۱۰    |
| آساتو مییاگاوا     | Asato Miyagawa      | ۵              | ۰            | ۲۰۱۹ مارس ۰۲    | ۲۰۱۹ ژوئن ۰۲    |
| شیوری مییاکه       | Shiori Miyake       | ۱۸             | ۰            | ۲۰۱۳ سپتامبر ۲۲ | ۲۰۱۹ ژوئن ۰۲    |
| رومی اوتسوگی       | Rumi Utsugi         | ۱۱۳            | ۶            | ۲۰۰۵ مه ۲۱      | ۲۰۱۹ ژوئن ۰۲    |
| ریکو اوکی          | Riko Ueki           | ۲              | ۰            | ۲۰۱۹ آوریل ۰۴   | ۲۰۱۹ آوریل ۰۹   |
| چیکا هیراو         | Chika Hirao         | ۲              | ۰            | ۲۰۱۸ اوت ۰۲     | ۲۰۱۹ آوریل ۰۹   |
| هیکارو نائوموتو    | Hikaru Naomoto      | ۱۹             | ۰            | ۲۰۱۴ مه ۰۸      | ۲۰۱۹ آوریل ۰۹   |
| هینا میازاوا       | Hinata Miyazawa     | ۲              | ۰            | ۲۰۱۸ نوامبر ۱۱  | ۲۰۱۹ آوریل ۰۴   |
| آریسا ماتسوبارا    | Arisa Matsubara     | ۲              | ۰            | ۲۰۱۹ فوریه ۲۷   | ۲۰۱۹ مارس ۰۵    |
| مایو ایکجیری       | Mayu Ikejiri        | ۳              | ۰            | ۲۰۱۹ فوریه ۲۷   | ۲۰۱۹ مارس ۰۵    |
| ریساکو اوگا        | Risako Oga          | ۳              | ۰            | ۲۰۱۹ فوریه ۲۷   | ۲۰۱۹ مارس ۰۵    |
| مونو ساکاگوچی      | Moeno Sakaguchi     | ۱۲             | ۱            | ۲۰۱۸ ژوئن ۱۰    | ۲۰۱۹ مارس ۰۵    |
| ارینا یامانه       | Erina Yamane        | ۲۶             | ۰            | ۲۰۱۰ ژانویه ۱۵  | ۲۰۱۹ مارس ۰۵    |
| ساوری آرییوشی      | Saori Ariyoshi      | ۶۵             | ۱            | ۲۰۱۲ فوریه ۲۹   | ۲۰۱۹ مارس ۰۲    |
| فوکا ناگانو        | Fuka Nagano         | ۱              | ۰            | ۲۰۱۸ نوامبر ۱۱  | ۲۰۱۸ نوامبر ۱۱  |
| رین سومیدا         | Rin Sumida          | ۲۲             | ۰            | ۲۰۱۷ آوریل ۰۹   | ۲۰۱۸ اوت ۳۱     |
| یو ناکاساتو        | Yu Nakasato         | ۲۰             | ۰            | ۲۰۱۶ ژوئن ۰۲    | ۲۰۱۸ اوت ۲۸     |
| آیمی کونیتاکه      | Aimi Kunitake       | ۳              | ۰            | ۲۰۱۸ ژوئیه ۲۹   | ۲۰۱۸ اوت ۲۸     |
| ریکا ماسویا        | Rika Masuya         | ۲۷             | ۶            | ۲۰۱۴ سپتامبر ۱۳ | ۲۰۱۸ اوت ۲۵     |
| مینا تاناکا        | Mina Tanaka         | ۳۵             | ۱۴           | ۲۰۱۳ مارس ۰۸    | ۲۰۱۸ اوت ۲۵     |
| هیکاری تاکاگی      | Hikari Takagi       | ۱۹             | ۱            | ۲۰۱۶ ژوئن ۰۵    | ۲۰۱۸ اوت ۲۱     |
| ساکیکو ایکدا       | Sakiko Ikeda        | ۱۴             | ۰            | ۲۰۱۷ مارس ۰۶    | ۲۰۱۸ اوت ۱۶     |
| ناهومی کاواسومی    | Nahomi Kawasumi     | ۹۰             | ۲۰           | ۲۰۰۸ مه ۳۱      | ۲۰۱۸ اوت ۰۲     |
| مایو دوکو          | Mayo Doko           | ۱              | ۰            | ۲۰۱۸ ژوئیه ۲۹   | ۲۰۱۸ ژوئیه ۲۹   |
| میزوهو ساکاگوچی    | Mizuho Sakaguchi    | ۱۲۴            | ۲۹           | ۲۰۰۶ ژوئیه ۱۹   | ۲۰۱۸ آوریل ۲۰   |
| آیومی اویا         | Ayumi Oya           | ۹              | ۰            | ۲۰۱۷ آوریل ۰۹   | ۲۰۱۸ مارس ۰۲    |
| مادوکا هاجی        | Madoka Haji         | ۷              | ۰            | ۲۰۱۷ ژوئیه ۳۰   | ۲۰۱۸ فوریه ۲۸   |
| میهو مانیا         | Miho Manya          | ۷              | ۰            | ۲۰۱۷ ژوئیه ۲۷   | ۲۰۱۷ دسامبر ۱۱  |
| مامی اوئنو         | Mami Ueno           | ۳              | ۰            | ۲۰۱۷ آوریل ۰۹   | ۲۰۱۷ نوامبر ۲۴  |
| شیهو توماری        | Shiho Tomari        | ۲              | ۰            | ۲۰۱۷ ژوئیه ۲۷   | ۲۰۱۷ اوت ۰۳     |
| هیکارو کیتاگاوا    | Hikaru Kitagawa     | ۵              | ۰            | ۲۰۱۷ مارس ۰۱    | ۲۰۱۷ اوت ۰۳     |
| ریهو ساکاموتو      | Riho Sakamoto       | ۱              | ۰            | ۲۰۱۷ ژوئیه ۳۰   | ۲۰۱۷ ژوئیه ۳۰   |
| مایو ساساکی        | Mayu Sasaki         | ۸              | ۰            | ۲۰۱۶ ژوئن ۰۲    | ۲۰۱۷ ژوئن ۱۳    |
| آمی سوگیتا         | Ami Sugita          | ۶              | ۲            | ۲۰۱۴ مه ۱۸      | ۲۰۱۷ ژوئن ۱۳    |
| کاده ناکامورا      | Kaede Nakamura      | ۳              | ۰            | ۲۰۱۷ مارس ۰۳    | ۲۰۱۷ مارس ۰۸    |
| یوری کاوامورا      | Yuri Kawamura       | ۳۲             | ۲            | ۲۰۱۰ ژانویه ۱۳  | ۲۰۱۷ مارس ۰۸    |
| سونوکو چیبا        | Sonoko Chiba        | ۵              | ۰            | ۲۰۱۶ ژوئن ۰۲    | ۲۰۱۷ مارس ۰۶    |
| توموکو موراماتسو   | Tomoko Muramatsu    | ۴              | ۰            | ۲۰۱۵ اوت ۰۴     | ۲۰۱۶ ژوئیه ۲۱   |
| ساوری آریماچی      | Saori Arimachi      | ۶              | ۰            | ۲۰۱۳ سپتامبر ۲۲ | ۲۰۱۶ ژوئیه ۲۱   |
| یوکی ناگازاتو      | Yuki Nagasato       | ۱۳۲            | ۵۸           | ۲۰۰۴ آوریل ۲۲   | ۲۰۱۶ ژوئیه ۲۱   |
| مگومی تاکاسه       | Megumi Takase       | ۶۱             | ۹            | ۲۰۱۰ ژانویه ۱۵  | ۲۰۱۶ مارس ۰۹    |
| آزوسا ایواشیمیزو   | Azusa Iwashimizu    | ۱۲۲            | ۱۱           | ۲۰۰۶ فوریه ۱۸   | ۲۰۱۶ مارس ۰۹    |
| یوکاری کینکا       | Yukari Kinga        | ۱۰۰            | ۵            | ۲۰۰۵ مارس ۲۹    | ۲۰۱۶ مارس ۰۹    |
| آیا میاما          | Aya Miyama          | ۱۶۲            | ۳۸           | ۲۰۰۳ مارس ۱۹    | ۲۰۱۶ مارس ۰۹    |
| آسونا تاناکا       | Asuna Tanaka        | ۳۹             | ۳            | ۲۰۱۱ مارس ۰۴    | ۲۰۱۶ مارس ۰۷    |
| مگومی کامیونوبه    | Megumi Kamionobe    | ۳۴             | ۲            | ۲۰۰۹ اوت ۰۱     | ۲۰۱۶ مارس ۰۷    |
| شینوبو اونو        | Shinobu Ono         | ۱۳۹            | ۴۰           | ۲۰۰۳ ژانویه ۱۲  | ۲۰۱۶ مارس ۰۷    |
| میهو فوکوموتو      | Miho Fukumoto       | ۸۱             | ۰            | ۲۰۰۲ اکتبر ۰۴   | ۲۰۱۶ مارس ۰۴    |
| کانا اوسافونه      | Kana Osafune        | ۱۵             | ۲            | ۲۰۱۰ ژانویه ۱۳  | ۲۰۱۵ نوامبر ۲۹  |
| ریوکو تاکارا       | Ryoko Takara        | ۳              | ۰            | ۲۰۱۳ سپتامبر ۲۲ | ۲۰۱۵ اوت ۰۸     |
| مای کیوکاوا        | Mai Kyokawa         | ۵              | ۰            | ۲۰۱۲ فوریه ۲۹   | ۲۰۱۵ اوت ۰۸     |
| هانا شیباتا        | Hanae Shibata       | ۱              | ۰            | ۲۰۱۵ اوت ۰۴     | ۲۰۱۵ اوت ۰۴     |
| ریه آزامی          | Rie Azami           | ۲              | ۰            | ۲۰۱۳ سپتامبر ۲۶ | ۲۰۱۵ اوت ۰۴     |
| یومی اوتسوجی       | Yumi Uetsuji        | ۴              | ۰            | ۲۰۱۲ آوریل ۰۵   | ۲۰۱۵ اوت ۰۴     |
| شیهو کوهاتا        | Shiho Kohata        | ۲              | ۰            | ۲۰۱۴ مه ۱۸      | ۲۰۱۵ اوت ۰۱     |
| کانا کیتاهارا      | Kana Kitahara       | ۹              | ۰            | ۲۰۱۳ سپتامبر ۲۲ | ۲۰۱۵ اوت ۰۱     |
| آیومی کایهوری      | Ayumi Kaihori       | ۵۳             | ۰            | ۲۰۰۸ مه ۳۱      | ۲۰۱۵ ژوئیه ۰۵   |
| ساوا همر           | Homare Sawa         | ۲۰۵            | ۸۳           | ۱۹۹۳ دسامبر ۰۶  | ۲۰۱۵ ژوئیه ۰۵   |
| آسانو ناگاساتو     | Asano Nagasato      | ۱۱             | ۱            | ۲۰۰۹ ژوئیه ۲۹   | ۲۰۱۵ ژوئن ۱۶    |
| کوزوه آندو         | Kozue Ando          | ۱۲۶            | ۱۹           | ۱۹۹۹ ژوئن ۲۶    | ۲۰۱۵ ژوئن ۰۸    |
| ریه اوسوی          | Rie Usui            | ۶              | ۰            | ۲۰۱۴ سپتامبر ۱۳ | ۲۰۱۴ اکتبر ۰۱   |
| چیناتسو کیرا       | Chinatsu Kira       | ۱۲             | ۵            | ۲۰۱۴ مه ۰۸      | ۲۰۱۴ اکتبر ۰۱   |
| اوسوی هادا         | Hisui Haza          | ۴              | ۰            | ۲۰۱۴ سپتامبر ۱۳ | ۲۰۱۴ سپتامبر ۲۹ |
| ناناسه کیریو       | Nanase Kiryu        | ۱۶             | ۳            | ۲۰۱۰ ژانویه ۱۳  | ۲۰۱۴ سپتامبر ۲۶ |
| میچی گوتو          | Michi Goto          | ۷              | ۲            | ۲۰۰۸ مارس ۰۷    | ۲۰۱۴ مه ۲۵      |
| یوریا اوبارا       | Yuria Obara         | ۱              | ۰            | ۲۰۱۴ مه ۱۸      | ۲۰۱۴ مه ۱۸      |
| روکا نوریماتسو     | Ruka Norimatsu      | ۲              | ۰            | ۲۰۱۴ مه ۰۸      | ۲۰۱۴ مه ۱۸      |
| کارینا مارویاما    | Karina Maruyama     | ۷۹             | ۱۴           | ۲۰۰۲ اکتبر ۰۲   | ۲۰۱۴ مه ۱۶      |
| هیکاری ناکادا      | Hikari Nakade       | ۱              | ۰            | ۲۰۱۳ سپتامبر ۲۶ | ۲۰۱۳ سپتامبر ۲۶ |
| ساکی اونو          | Saki Ueno           | ۱              | ۰            | ۲۰۱۳ سپتامبر ۲۶ | ۲۰۱۳ سپتامبر ۲۶ |
| یوکو تاناکا        | Yoko Tanaka         | ۴              | ۰            | ۲۰۱۳ مارس ۰۶    | ۲۰۱۳ سپتامبر ۲۲ |
| مانامی ناکانو      | Manami Nakano       | ۱۲             | ۲            | ۲۰۱۰ ژانویه ۱۳  | ۲۰۱۳ سپتامبر ۲۲ |
| مارومی یامازاکی    | Marumi Yamazaki     | ۴              | ۰            | ۲۰۱۳ مارس ۰۶    | ۲۰۱۳ ژوئیه ۲۵   |
| ماری کاوامورا      | Mari Kawamura       | ۲              | ۰            | ۲۰۱۳ مارس ۰۶    | ۲۰۱۳ مارس ۱۳    |
| شیهو اوگاوا        | Shiho Ogawa         | ۳              | ۰            | ۲۰۱۳ مارس ۰۶    | ۲۰۱۳ مارس ۱۳    |
| یوکا کادو          | Yuka Kado           | ۳              | ۰            | ۲۰۱۳ مارس ۰۶    | ۲۰۱۳ مارس ۱۳    |
| آمی اوتاکی         | Ami Otaki           | ۳              | ۰            | ۲۰۱۲ ژوئن ۲۰    | ۲۰۱۳ مارس ۱۳    |
| فوبوکی کونو        | Fubuki Kuno         | ۱              | ۰            | ۲۰۱۳ مارس ۰۶    | ۲۰۱۳ مارس ۰۶    |
| کیوکو یانو         | Kyoko Yano          | ۷۴             | ۱            | ۲۰۰۳ ژوئن ۱۱    | ۲۰۱۲ ژوئیه ۳۱   |
| کاناکو ایتو        | Kanako Ito          | ۱۳             | ۳            | ۲۰۰۱ اوت ۰۵     | ۲۰۱۲ مارس ۰۵    |
| مایکو ناسو         | Maiko Nasu          | ۳              | ۰            | ۲۰۰۹ اوت ۰۱     | ۲۰۱۱ مه ۱۸      |
| یوکی ساکای         | Yuki Sakai          | ۱              | ۰            | ۲۰۱۱ مارس ۰۹    | ۲۰۱۱ مارس ۰۹    |
| آکانه سایتو        | Akane Saito         | ۱              | ۰            | ۲۰۱۱ مارس ۰۹    | ۲۰۱۱ مارس ۰۹    |
| اریکو آراکاوا      | Eriko Arakawa       | ۷۲             | ۲۰           | ۲۰۰۰ ژوئن ۱۰    | ۲۰۱۱ مارس ۰۹    |
| نوزومی یاماگو      | Nozomi Yamago       | ۹۶             | ۰            | ۱۹۹۷ ژوئن ۱۵    | ۲۰۱۱ مارس ۰۹    |
| مامی یاماگوچی      | Mami Yamaguchi      | ۱۸             | ۸            | ۲۰۰۷ ژوئیه ۲۸   | ۲۰۱۱ مارس ۰۷    |
| آیاکو کیتاموتو     | Ayako Kitamoto      | ۱۷             | ۴            | ۲۰۰۴ ژوئن ۰۶    | ۲۰۱۰ نوامبر ۲۲  |
| آکیکو سودو         | Akiko Sudo          | ۱۵             | ۳            | ۲۰۰۳ ژانویه ۱۲  | ۲۰۱۰ مه ۲۷      |
| چیاکی مینامییاما   | Chiaki Minamiyama   | ۴              | ۲            | ۲۰۱۰ مه ۰۸      | ۲۰۱۰ مه ۲۴      |
| نایوها تویودا      | Nayuha Toyoda       | ۲۲             | ۰            | ۲۰۰۴ دسامبر ۱۸  | ۲۰۱۰ مه ۲۲      |
| یوکو کونو          | Yuiko Konno         | ۱              | ۰            | ۲۰۱۰ مه ۱۱      | ۲۰۱۰ مه ۱۱      |
| آساکو ایدوه        | Asako Ideue         | ۱              | ۰            | ۲۰۱۰ مه ۱۱      | ۲۰۱۰ مه ۱۱      |
| ساواکو یاسوموتو    | Sawako Yasumoto     | ۲              | ۰            | ۲۰۱۰ مه ۰۸      | ۲۰۱۰ مه ۱۱      |
| ناتسوکو هارا       | Natsuko Hara        | ۲              | ۰            | ۲۰۱۰ ژانویه ۱۳  | ۲۰۱۰ ژانویه ۱۵  |
| میوا یونتسو        | Miwa Yonetsu        | ۲              | ۰            | ۲۰۰۹ ژوئیه ۲۹   | ۲۰۰۹ نوامبر ۱۴  |
| یوکا میازاکی       | Yuka Miyazaki       | ۱۸             | ۲            | ۲۰۰۱ اوت ۰۵     | ۲۰۰۹ اوت ۰۱     |
| آیومی هارا         | Ayumi Hara          | ۴۲             | ۲            | ۱۹۹۸ مه ۱۷      | ۲۰۰۸ اوت ۲۱     |
| هیرومی ایکدا       | Hiromi Ikeda        | ۱۱۹            | ۴            | ۱۹۹۷ ژوئن ۰۸    | ۲۰۰۸ اوت ۲۱     |
| میوکی یاناگیتا     | Miyuki Yanagita     | ۹۱             | ۱۱           | ۱۹۹۷ دسامبر ۰۵  | ۲۰۰۸ اوت ۱۵     |
| توموه کاتو         | Tomoe Kato          | ۱۱۴            | ۸            | ۱۹۹۷ ژوئن ۰۸    | ۲۰۰۸ اوت ۱۲     |
| آیا شیموکوزورو     | Aya Shimokozuru     | ۲۸             | ۰            | ۲۰۰۴ آوریل ۱۸   | ۲۰۰۸ مه ۳۱      |
| اریکو ساتو         | Eriko Sato          | ۲              | ۰            | ۲۰۰۳ ژوئیه ۲۷   | ۲۰۰۸ مارس ۱۰    |
| مای ناکاچی         | Mai Nakachi         | ۳۰             | ۰            | ۱۹۹۷ دسامبر ۰۵  | ۲۰۰۸ فوریه ۲۱   |
| تومومی مییاموتو    | Tomomi Miyamoto     | ۷۷             | ۱۳           | ۱۹۹۷ ژوئن ۰۸    | ۲۰۰۷ سپتامبر ۱۷ |
| میو اوتانی         | Mio Otani           | ۷۳             | ۳۱           | ۲۰۰۰ مه ۳۱      | ۲۰۰۷ سپتامبر ۰۲ |
| مایکو ناکاوکا      | Maiko Nakaoka       | ۱۴             | ۰            | ۲۰۰۵ مه ۲۱      | ۲۰۰۷ فوریه ۱۴   |
| ناو شیکاتا         | Nao Shikata         | ۸              | ۰            | ۲۰۰۱ دسامبر ۰۴  | ۲۰۰۶ ژوئیه ۲۱   |
| یاسوئو یاماگیشی    | Yasuyo Yamagishi    | ۶۰             | ۶            | ۱۹۹۸ دسامبر ۰۸  | ۲۰۰۵ مه ۲۸      |
| ناوکو کاواکامی     | Naoko Kawakami      | ۴۸             | ۰            | ۲۰۰۱ مارس ۱۶    | ۲۰۰۵ مه ۲۶      |
| سایکو تاکاهاشی     | Saiko Takahashi     | ۲              | ۰            | ۲۰۰۵ مارس ۲۹    | ۲۰۰۵ مه ۲۱      |
| ناتسومی هارا       | Natsumi Hara        | ۱              | ۰            | ۲۰۰۵ مارس ۲۹    | ۲۰۰۵ مارس ۲۹    |
| توموکو سوزوکی      | Tomoko Suzuki       | ۳              | ۲            | ۲۰۰۳ ژانویه ۱۲  | ۲۰۰۵ مارس ۲۶    |
| امی یاماموتو       | Emi Yamamoto        | ۲۲             | ۴            | ۲۰۰۳ ژانویه ۱۲  | ۲۰۰۴ اوت ۲۰     |
| یایویی کوبایاشی    | Yayoi Kobayashi     | ۵۴             | ۱۲           | ۱۹۹۹ مارس ۲۴    | ۲۰۰۴ اوت ۱۴     |
| شیهو اونودرا       | Shiho Onodera       | ۲۳             | ۰            | ۱۹۹۵ سپتامبر ۲۲ | ۲۰۰۴ اوت ۰۶     |
| یومی اوبا          | Yumi Obe            | ۸۵             | ۶            | ۱۹۹۱ اوت ۲۱     | ۲۰۰۴ اوت ۰۶     |
| آکیکو نیواتا       | Akiko Niwata        | ۱              | ۰            | ۲۰۰۳ مارس ۱۹    | ۲۰۰۳ مارس ۱۹    |
| هیروکو سانو        | Hiroko Sano         | ۱              | ۰            | ۲۰۰۳ مارس ۱۹    | ۲۰۰۳ مارس ۱۹    |
| مای آیزاوا         | Mai Aizawa          | ۵              | ۴            | ۱۹۹۹ نوامبر ۱۲  | ۲۰۰۲ اکتبر ۱۱   |
| میتو ایساکا        | Mito Isaka          | ۴۶             | ۱۵           | ۱۹۹۷ ژوئن ۱۵    | ۲۰۰۲ اکتبر ۱۱   |
| یوشیه کاواجیما     | Yoshie Kasajima     | ۲۴             | ۴            | ۱۹۹۹ نوامبر ۰۸  | ۲۰۰۲ اکتبر ۰۲   |
| هاروه ساتو         | Harue Sato          | ۱۷             | ۴            | ۲۰۰۰ مه ۳۱      | ۲۰۰۲ اوت ۳۱     |
| تومومی فوجیمورا    | Tomomi Fujimura     | ۲۰             | ۱            | ۱۹۹۷ ژوئن ۱۵    | ۲۰۰۲ آوریل ۰۹   |
| نوریکو بابا        | Noriko Baba         | ۵              | ۰            | ۲۰۰۱ اوت ۰۳     | ۲۰۰۲ آوریل ۰۳   |
| ریه کیمورا         | Rie Kimura          | ۲۱             | ۰            | ۱۹۹۶ مه ۱۶      | ۲۰۰۱ دسامبر ۱۶  |
| یوکی تسوچیهاشی     | Yuki Tsuchihashi    | ۴              | ۰            | ۲۰۰۱ اوت ۰۵     | ۲۰۰۱ دسامبر ۱۴  |
| کازومی کیشی        | Kazumi Kishi        | ۹              | ۲            | ۱۹۹۸ مه ۲۱      | ۲۰۰۱ اوت ۰۸     |
| یوکا یامازاکی      | Yuka Yamazaki       | ۷              | ۰            | ۲۰۰۰ مه ۳۱      | ۲۰۰۱ مارس ۱۶    |
| مگومی توریگوه      | Megumi Torigoe      | ۸              | ۰            | ۱۹۹۹ نوامبر ۰۸  | ۲۰۰۱ مارس ۱۶    |
| مگومی اوگاوا       | Megumi Ogawa        | ۱              | ۰            | ۲۰۰۰ دسامبر ۱۷  | ۲۰۰۰ دسامبر ۱۷  |
| کاه نیشینا         | Kae Nishina         | ۴۶             | ۲            | ۱۹۹۵ مه ۰۵      | ۲۰۰۰ ژوئن ۱۰    |
| نامی اوتاکه        | Nami Otake          | ۴۶             | ۲۹           | ۱۹۹۴ اوت ۲۰     | ۱۹۹۹ نوامبر ۲۱  |
| تاماکی وچی‌یاما     | Tamaki Uchiyama     | ۵۸             | ۲۶           | ۱۹۹۱ مه ۲۶      | ۱۹۹۹ نوامبر ۲۱  |
| اساکو تاکاکورا     | Asako Takakura      | ۷۹             | ۲۹           | ۱۹۸۴ اکتبر ۱۷   | ۱۹۹۹ نوامبر ۲۱  |
| شوکو میکامی        | Shoko Mikami        | ۳              | ۲            | ۱۹۹۹ نوامبر ۱۲  | ۱۹۹۹ نوامبر ۱۹  |
| ماری مییاموتو      | Mari Miyamoto       | ۱              | ۰            | ۱۹۹۹ نوامبر ۱۲  | ۱۹۹۹ نوامبر ۱۲  |
| یومی تومه          | Yumi Tomei          | ۴۳             | ۶            | ۱۹۹۳ دسامبر ۰۶  | ۱۹۹۹ ژوئن ۲۶    |
| ری یاماکی          | Rie Yamaki          | ۵۰             | ۳            | ۱۹۹۳ دسامبر ۰۴  | ۱۹۹۹ ژوئن ۲۶    |
| ناوکو نیشیگای      | Naoko Nishigai      | ۲              | ۰            | ۱۹۹۹ مه ۰۲      | ۱۹۹۹ ژوئن ۰۳    |
| کاورو ناگادومه     | Kaoru Nagadome      | ۴              | ۰            | ۱۹۹۷ ژوئن ۱۵    | ۱۹۹۹ ژوئن ۰۳    |
| مایومی اوماتسو     | Mayumi Omatsu       | ۱۲             | ۱            | ۱۹۹۷ ژوئن ۰۸    | ۱۹۹۹ مه ۳۰      |
| میکی سوگاوارا      | Miki Sugawara       | ۷              | ۲            | ۱۹۹۸ مه ۱۷      | ۱۹۹۸ دسامبر ۱۲  |
| یوکو موریموتو      | Yuko Morimoto       | ۱۰             | ۲            | ۱۹۹۳ دسامبر ۰۶  | ۱۹۹۸ مه ۲۴      |
| یومی اوماوکا       | Yumi Umeoka         | ۴              | ۰            | ۱۹۹۷ ژوئن ۱۵    | ۱۹۹۸ مه ۲۱      |
| ماکی هاندا         | Maki Haneta         | ۳۰             | ۱            | ۱۹۹۳ دسامبر ۰۴  | ۱۹۹۷ ژوئن ۱۵    |
| جونکو اوزاوا       | Junko Ozawa         | ۲۱             | ۰            | ۱۹۹۳ دسامبر ۰۴  | ۱۹۹۷ ژوئن ۰۸    |
| مییوکی ایزومی      | Miyuki Izumi        | ۵              | ۰            | ۱۹۹۶ مه ۱۶      | ۱۹۹۶ ژوئیه ۲۵   |
| کائورو کودوهارا    | Kaoru Kadohara      | ۱۲             | ۱            | ۱۹۹۳ دسامبر ۰۴  | ۱۹۹۶ ژوئیه ۲۵   |
| آکمی نودا          | Akemi Noda          | ۷۶             | ۲۴           | ۱۹۸۴ اکتبر ۱۷   | ۱۹۹۶ ژوئیه ۲۵   |
| فوتابه کائوکا      | Futaba Kioka        | ۷۵             | ۳۰           | ۱۹۸۱ ژوئن ۰۷    | ۱۹۹۶ ژوئیه ۲۵   |
| اتسوکو هاندا       | Etsuko Handa        | ۷۵             | ۱۹           | ۱۹۸۱ ژوئن ۰۷    | ۱۹۹۶ ژوئیه ۲۱   |
| ریوکو اونو         | Ryoko Uno           | ۶              | ۰            | ۱۹۹۱ ژوئن ۰۳    | ۱۹۹۶ مه ۱۸      |
| کائوری ناگامینه    | Kaori Nagamine      | ۶۴             | ۴۸           | ۱۹۸۴ اکتبر ۲۲   | ۱۹۹۶ مه ۱۸      |
| مگومی ساکاتا       | Megumi Sakata       | ۱۰             | ۰            | ۱۹۸۹ دسامبر ۲۴  | ۱۹۹۶ مه ۱۶      |
| اینسو امیکو تاکوکا | Inesu Emiko Takeoka | ۳              | ۳            | ۱۹۹۴ اوت ۲۱     | ۱۹۹۵ سپتامبر ۲۷ |
| تسورو موریموتو     | Tsuru Morimoto      | ۵              | ۱            | ۱۹۹۴ اوت ۲۱     | ۱۹۹۵ سپتامبر ۲۵ |
| کیوکو کورودا       | Kyoko Kuroda        | ۲۱             | ۷            | ۱۹۸۹ ژانویه ۱۲  | ۱۹۹۴ اکتبر ۱۲   |
| اتسوکو تاهارا      | Etsuko Tahara       | ۱              | ۰            | ۱۹۹۴ اوت ۲۱     | ۱۹۹۴ اوت ۲۱     |
| میناکو تاکاشیما    | Minako Takashima    | ۱              | ۰            | ۱۹۹۴ اوت ۲۱     | ۱۹۹۴ اوت ۲۱     |
| یوکی فوشیمی        | Yuki Fushimi        | ۱              | ۰            | ۱۹۹۴ اوت ۲۱     | ۱۹۹۴ اوت ۲۱     |
| ترومی ناگاه        | Terumi Nagae        | ۱              | ۰            | ۱۹۹۴ اوت ۲۱     | ۱۹۹۴ اوت ۲۱     |
| یوریکو میزوما      | Yuriko Mizuma       | ۲۲             | ۱۰           | ۱۹۹۰ سپتامبر ۰۹ | ۱۹۹۴ اوت ۲۱     |
| سایوری یاماگوچی    | Sayuri Yamaguchi    | ۲۹             | ۱            | ۱۹۸۱ سپتامبر ۰۶ | ۱۹۹۳ دسامبر ۰۶  |
| تاکاکو تزوکا       | Takako Tezuka       | ۴۱             | ۱۹           | ۱۹۸۶ مارس ۰۷    | ۱۹۹۱ نوامبر ۲۱  |
| ماسائه سوزوکی      | Masae Suzuki        | ۴۵             | ۰            | ۱۹۸۴ اکتبر ۲۴   | ۱۹۹۱ نوامبر ۲۱  |
| می‌چیکو ماتسودا     | Michiko Matsuda     | ۴۵             | ۱۰           | ۱۹۸۱ سپتامبر ۰۶ | ۱۹۹۱ نوامبر ۲۱  |
| مایومی کاجی        | Mayumi Kaji         | ۴۸             | ۰            | ۱۹۸۱ سپتامبر ۰۶ | ۱۹۹۱ نوامبر ۲۱  |
| میدوری هوندا       | Midori Honda        | ۴۳             | ۰            | ۱۹۸۱ ژوئن ۰۷    | ۱۹۹۱ نوامبر ۲۱  |
| توموکو ماتسوناگا   | Tomoko Matsunaga    | ۱۳             | ۰            | ۱۹۸۸ ژوئن ۰۱    | ۱۹۹۱ ژوئن ۰۸    |
| یوکو تاکاهاگی      | Yoko Takahagi       | ۳۱             | ۰            | ۱۹۸۶ ژانویه ۲۱  | ۱۹۹۱ ژوئن ۰۸    |
| نوریکو ایشی‌باشی    | Noriko Ishibashi    | ۳              | ۱            | ۱۹۸۹ دسامبر ۲۴  | ۱۹۹۱ ژوئن ۰۳    |
| یومی واتانابه      | Yumi Watanabe       | ۱۹             | ۲            | ۱۹۸۸ ژوئن ۰۱    | ۱۹۹۱ آوریل ۰۵   |
| کازوکو هیروناکا    | Kazuko Hironaka     | ۲۱             | ۳            | ۱۹۸۴ اکتبر ۱۷   | ۱۹۹۰ سپتامبر ۲۹ |
| چیکائی یامادا      | Chiaki Yamada       | ۲۱             | ۳            | ۱۹۸۴ اکتبر ۱۷   | ۱۹۸۹ دسامبر ۲۹  |
| تاکو کاواکاتسو     | Taeko Kawasumi      | ۲              | ۰            | ۱۹۸۸ ژوئن ۰۳    | ۱۹۸۸ ژوئن ۰۵    |
| آکیکو هایاکاوا     | Akiko Hayakawa      | ۲              | ۰            | ۱۹۸۷ اوت ۰۴     | ۱۹۸۸ ژوئن ۰۵    |
| یوکو اوئیتا        | Yuko Oita           | ۳              | ۰            | ۱۹۸۶ ژانویه ۲۱  | ۱۹۸۷ دسامبر ۱۵  |
| شوکو هامادا        | Shoko Hamada        | ۲              | ۰            | ۱۹۸۶ ژانویه ۲۱  | ۱۹۸۶ مارس ۰۷    |
| کیمیکو شیراتور     | Kimiko Shiratori    | ۵              | ۰            | ۱۹۸۴ اکتبر ۱۷   | ۱۹۸۶ مارس ۰۷    |
| تومومی سو          | Tomomi Seo          | ۱              | ۰            | ۱۹۸۶ ژانویه ۲۱  | ۱۹۸۶ ژانویه ۲۱  |
| مامی کاندا         | Mami Kaneda         | ۳              | ۰            | ۱۹۸۴ اکتبر ۲۲   | ۱۹۸۶ ژانویه ۲۱  |
| کئیکو سایتو        | Keiko Saito         | ۳              | ۰            | ۱۹۸۴ اکتبر ۱۷   | ۱۹۸۴ اکتبر ۲۴   |
| ایمیکو کوبو        | Emiko Kubo          | ۴              | ۰            | ۱۹۸۱ سپتامبر ۰۶ | ۱۹۸۴ اکتبر ۲۴   |
| کائورو کاکنامی     | Kaoru Kakinami      | ۴              | ۰            | ۱۹۸۱ سپتامبر ۰۶ | ۱۹۸۴ اکتبر ۲۴   |
| ماساکو یوشیدا      | Masako Yoshida      | ۱              | ۰            | ۱۹۸۱ سپتامبر ۰۹ | ۱۹۸۱ سپتامبر ۰۹ |
| توموکو اوهارا      | Tomoko Ohara        | ۱              | ۰            | ۱۹۸۱ سپتامبر ۰۹ | ۱۹۸۱ سپتامبر ۰۹ |
| سانائه میشیما      | Sanae Mishima       | ۲              | ۰            | ۱۹۸۱ ژوئن ۱۱    | ۱۹۸۱ سپتامبر ۰۹ |
| آکمی ایواتا        | Akemi Iwata         | ۳              | ۰            | ۱۹۸۱ ژوئن ۱۱    | ۱۹۸۱ سپتامبر ۰۹ |
| چیکو هاس           | Chieko Hase         | ۳              | ۰            | ۱۹۸۱ ژوئن ۰۷    | ۱۹۸۱ سپتامبر ۰۹ |
| شیهو کاندا         | Shiho Kaneda        | ۴              | ۰            | ۱۹۸۱ ژوئن ۰۷    | ۱۹۸۱ سپتامبر ۰۹ |
| یوریکو شیما        | Yuriko Shima        | ۴              | ۰            | ۱۹۸۱ ژوئن ۰۷    | ۱۹۸۱ سپتامبر ۰۹ |
| شوکو کوندو         | Nobuko Kondo        | ۴              | ۰            | ۱۹۸۱ ژوئن ۰۷    | ۱۹۸۱ سپتامبر ۰۹ |
| میهو کاندا         | Miho Kaneda         | ۵              | ۰            | ۱۹۸۱ ژوئن ۰۷    | ۱۹۸۱ سپتامبر ۰۹ |
| نوبوکو جیجیما      | Nobuko Jashima      | ۱              | ۰            | ۱۹۸۱ سپتامبر ۰۶ | ۱۹۸۱ سپتامبر ۰۶ |
| میهوک ایوای        | Mihoko Iwaya        | ۲              | ۰            | ۱۹۸۱ ژوئن ۱۳    | ۱۹۸۱ سپتامبر ۰۶ |
| جونکو ایشیدا       | Junko Ishida        | ۳              | ۰            | ۱۹۸۱ ژوئن ۰۷    | ۱۹۸۱ سپتامبر ۰۶ |
| ماهو شیمیزو        | Maho Shimizu        | ۳              | ۰            | ۱۹۸۱ ژوئن ۰۷    | ۱۹۸۱ سپتامبر ۰۶ |
| ماسایو شیرایشی     | Masuyo Shiraishi    | ۴              | ۰            | ۱۹۸۱ ژوئن ۰۷    | ۱۹۸۱ سپتامبر ۰۶ |
| چیکو هونما         | Chieko Homma        | ۳              | ۰            | ۱۹۸۱ ژوئن ۰۷    | ۱۹۸۱ ژوئن ۱۳    |